# Episodi di Bitten (seconda stagione)
La seconda stagione della serie televisiva Bitten è stata trasmessa in prima visione assoluta in Canada dal 7 febbraio all'11 aprile 2015 su Space.
In lingua italiana la stagione è stata resa disponibile sulla piattaforma di trasmissione televisiva online TIMvision da inizio settembre 2015. La trasmissione televisiva è invece inedita.
| nº | Titolo originale     | Titolo italiano        | Prima TV Canada  | Pubblicazione Italia |
| -- | -------------------- | ---------------------- | ---------------- | -------------------- |
| 1  | Bad Blood            | Sangue cattivo         | 7 febbraio 2015  | Settembre 2015       |
| 2  | Scare Tactics        | Tattiche intimidatorie | 14 febbraio 2015 | Settembre 2015       |
| 3  | Hell's Teeth         | I denti del diavolo    | 21 febbraio 2015 | Settembre 2015       |
| 4  | Dead Meat            | Carne morta            | 28 febbraio 2015 | Settembre 2015       |
| 5  | Rabbit Hole          | La tana del coniglio   | 7 marzo 2015     | Settembre 2015       |
| 6  | Nine Circles         | Nove cerchi            | 14 marzo 2015    | Settembre 2015       |
| 7  | Bad Dreams           | Brutti sogni           | 21 marzo 2015    | Settembre 2015       |
| 8  | Dark Arts            | Arti oscure            | 28 marzo 2015    | Settembre 2015       |
| 9  | Scavenger's Daughter | La figlia di Scavenger | 4 aprile 2015    | Settembre 2015       |
| 10 | Fine Temporum        | La fine dei tempi      | 11 aprile 2015   | Settembre 2015       |